# ラトニク

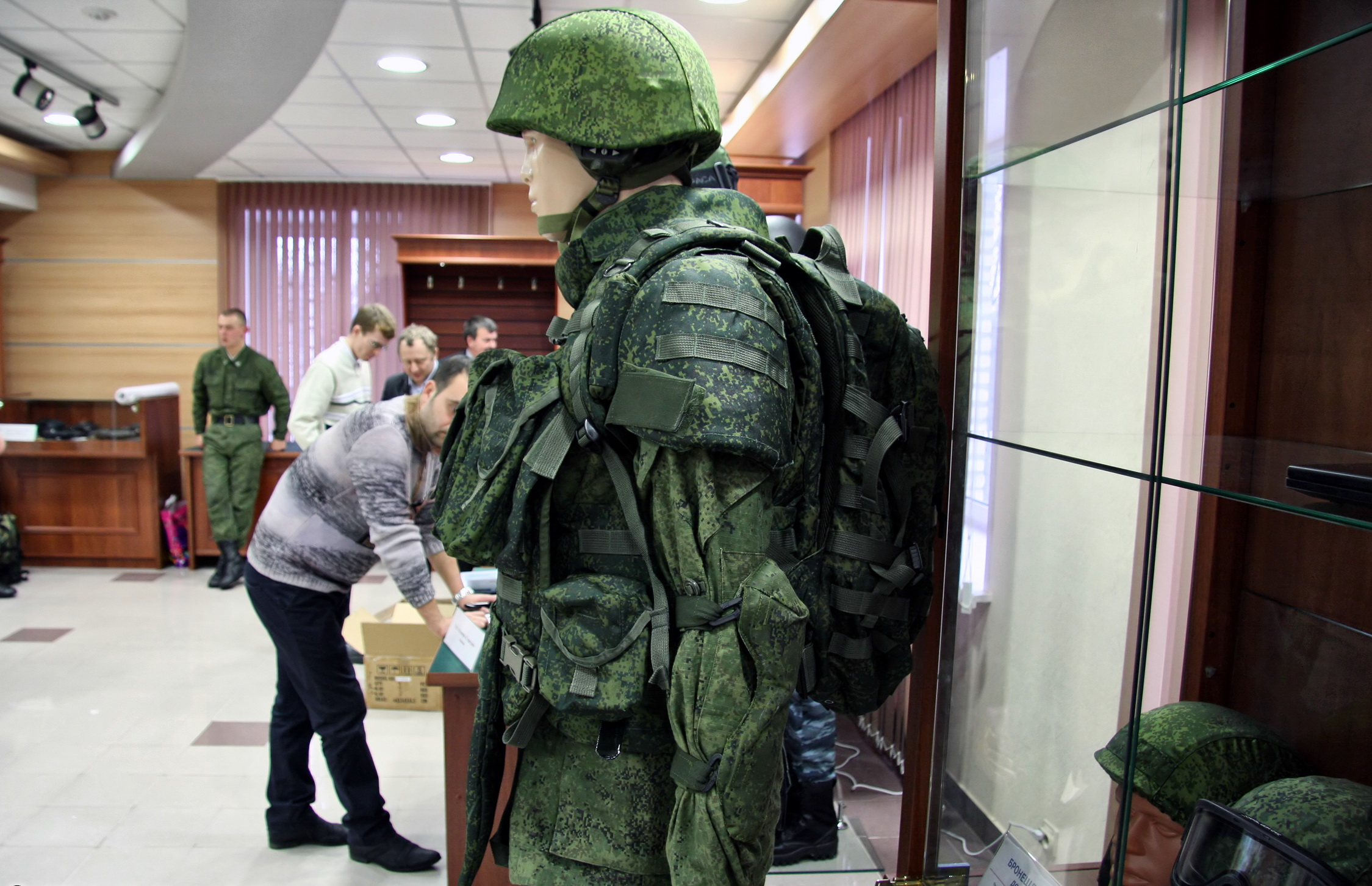
2011年に公開されたラトニク

ラトニク（ロシア語: Ратник,戦士の意）はロシア連邦軍の将来歩兵システムであり、最新の学術的成果を応用して兵士の質を向上させることを目的とした総合プロジェクトである。

## 概要
1990年代後半から諸外国では、装備品の防護能力と機能性を高め、戦術データ・リンクを駆使し歩兵の戦闘行動を支援することにより戦場で優位に立つための研究開発が行われてきた。後発ながらロシア連邦軍もその例外ではなく、ラトニクは2011年の航空ショーMAKS-2011で公開され、2012年から陸軍第27独立親衛自動車化狙撃旅団でテストを開始し軍司令官より肯定的な評価を得た。2015年初頭の初品納入後、ロシア国防省は毎年50,000セットを購入し2020年までに7割超の部隊がラトニクを装備する予定であり、必要に応じて70,000セットまでの増産が可能。2016年10月には実際に兵士が装備しているのが確認されている。
2016年にモスクワ郊外で開かれた国際軍事技術フォーラム「アルミヤ2016」においてラトニクの第3世代コンセプトモデルまで発表されており、TsNIITochMashの研究チームは装備品の軽量化や敵味方識別装置の一体化、指揮系統システムの開発に今後も継続して取り組んでいくという。

## 構成
ラトニクは通信・データリンク装備のストレレッツシステム（ロシア語: Стрелец,銃兵隊の意）、ヘルメットや防弾チョッキといった全身のおよそ9割を保護する防護装備と各種被服、銃火器、その他個人装具など10系統59種類の装備で構成され、それらすべてがロシア製である。
- ストレレッツシステムは通信用ヘッドセット、GLONASS衛星測位システム「NPI-2」、全天候対人・対車両レーダー「FARA-VR」、赤外線カメラ付きレーザー測距儀、ナイトビジョン「1PN139」、個人用受傷報告装置、映像・テキスト送信端末「UNKW-03」、部隊指揮官向けタブレット端末「サジタリアス」、個人向けヘッドセットや部隊指揮官向けタブレットに映像を伝送できる小銃用サーマル照準器「シャヒン」、バッテリーおよびこれらを収納する耐衝撃防水防汚パック「プロツェッソル」などから構成される予定である[2]。

- 防弾チョッキ「6B45 防弾ベスト」はPALSウェビングとクイックリリース機能付きで、GOST規格50744-95レベル5を満たし至近距離からの7.62x39mm弾および7.62x54mmR弾の複数回の射撃に耐えることができる。工兵や衛生兵など後方部隊向けの装備は14キロ、戦闘部隊向けの肩・側面・鼠径部の防弾プレートが付いたフル装備では20キロ近くになるが、従来の防弾チョッキ「バルミッツァ」の36キロに比べ軽量化が図られている。また、工兵および海軍向けの救命胴衣を内蔵したモデルが存在し、2015年に太平洋艦隊の海軍歩兵に納入された。

- ヘルメット「6B47」はアラミド繊維製で暗視装置等の装着が可能。至近距離からの拳銃弾の貫通を防ぐことができ、従来のヘルメット「6B7」や諸外国のヘルメットと比較しても軽量である。

- 銃火器はAK-12、AEK-971自動小銃、6VM7、6VM7-1狙撃銃、PKP ペチェネグ分隊支援火器が採用され、各種照準器を装着する[3]。

そのほかにも重ね着により－50℃から50℃まで対応可能で、着用したまま48時間は快適に過ごせるという対赤外線偽装を施した難燃性被服、破片の直撃に耐えるダストゴーグル、ニーパッドおよびエルボーパッド、50Lまたは10Lの背嚢、ガスマスク、応急処置キット、24時間分の食糧、寝袋、携帯スコップ、蚊帳、水ろ過フィルターなどもラトニクに含まれ、装備の平均耐用年数は5年。

## ギャラリー

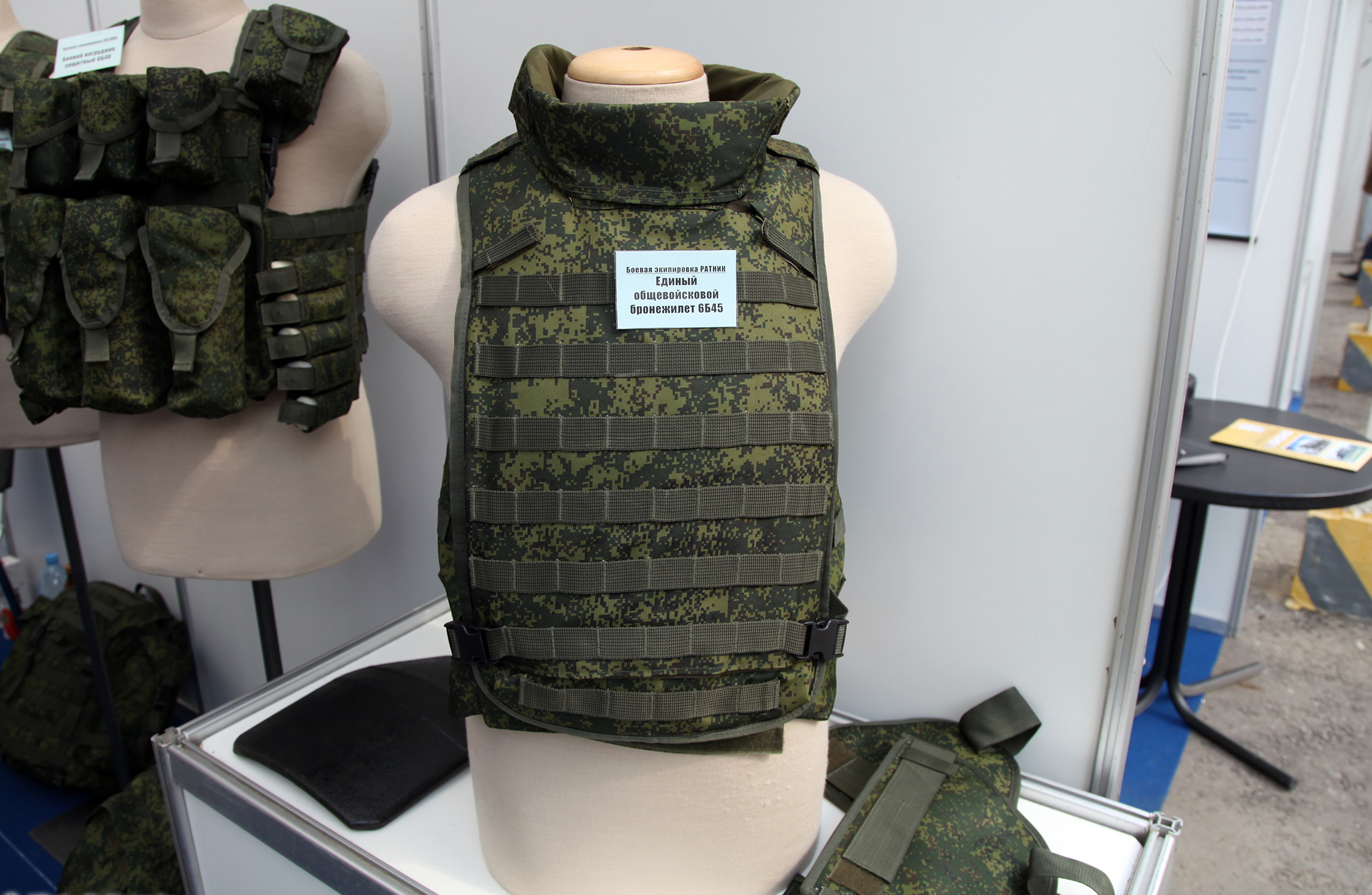
6B45防弾チョッキ
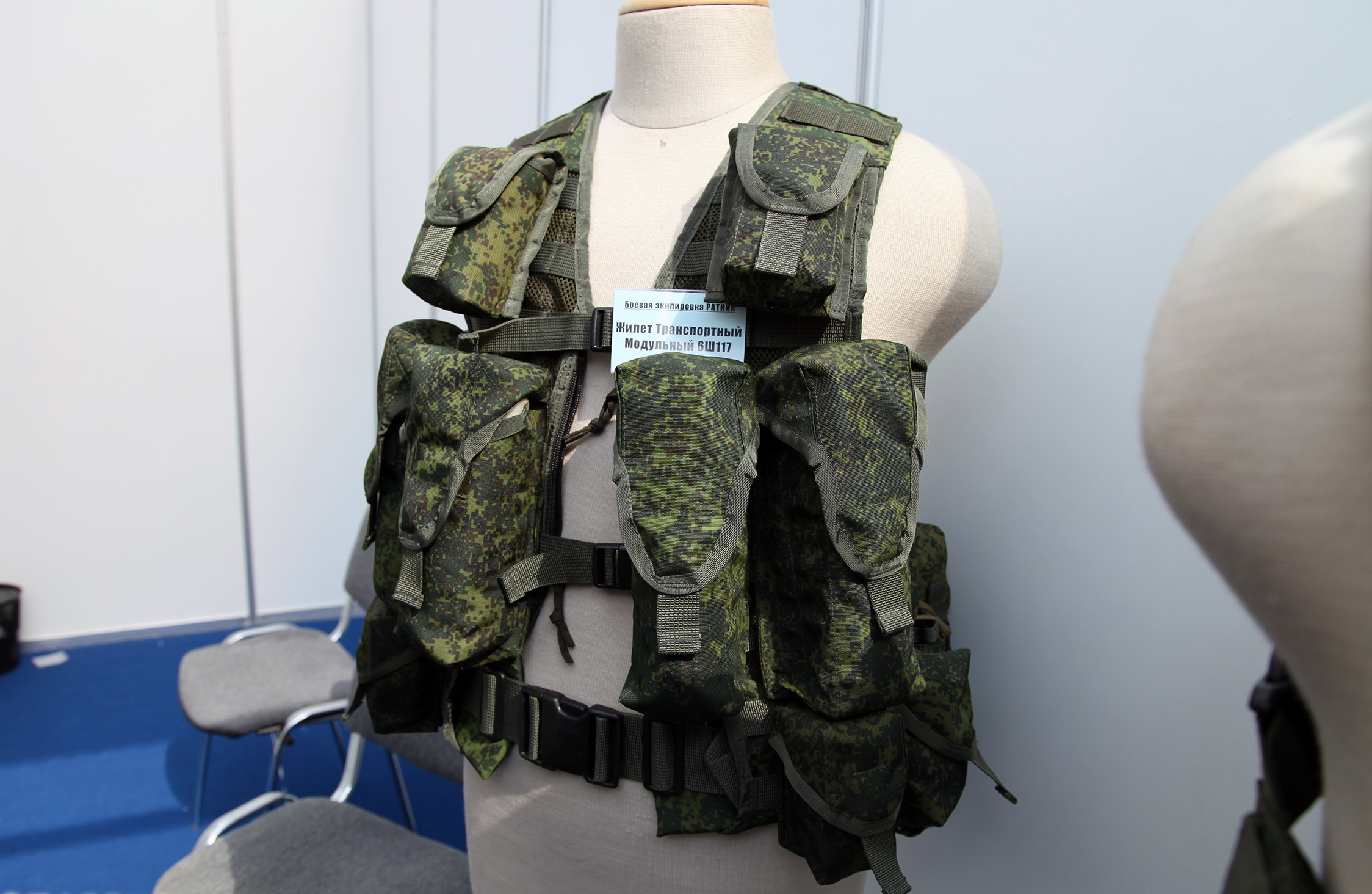
6Sh117タクティカルベスト
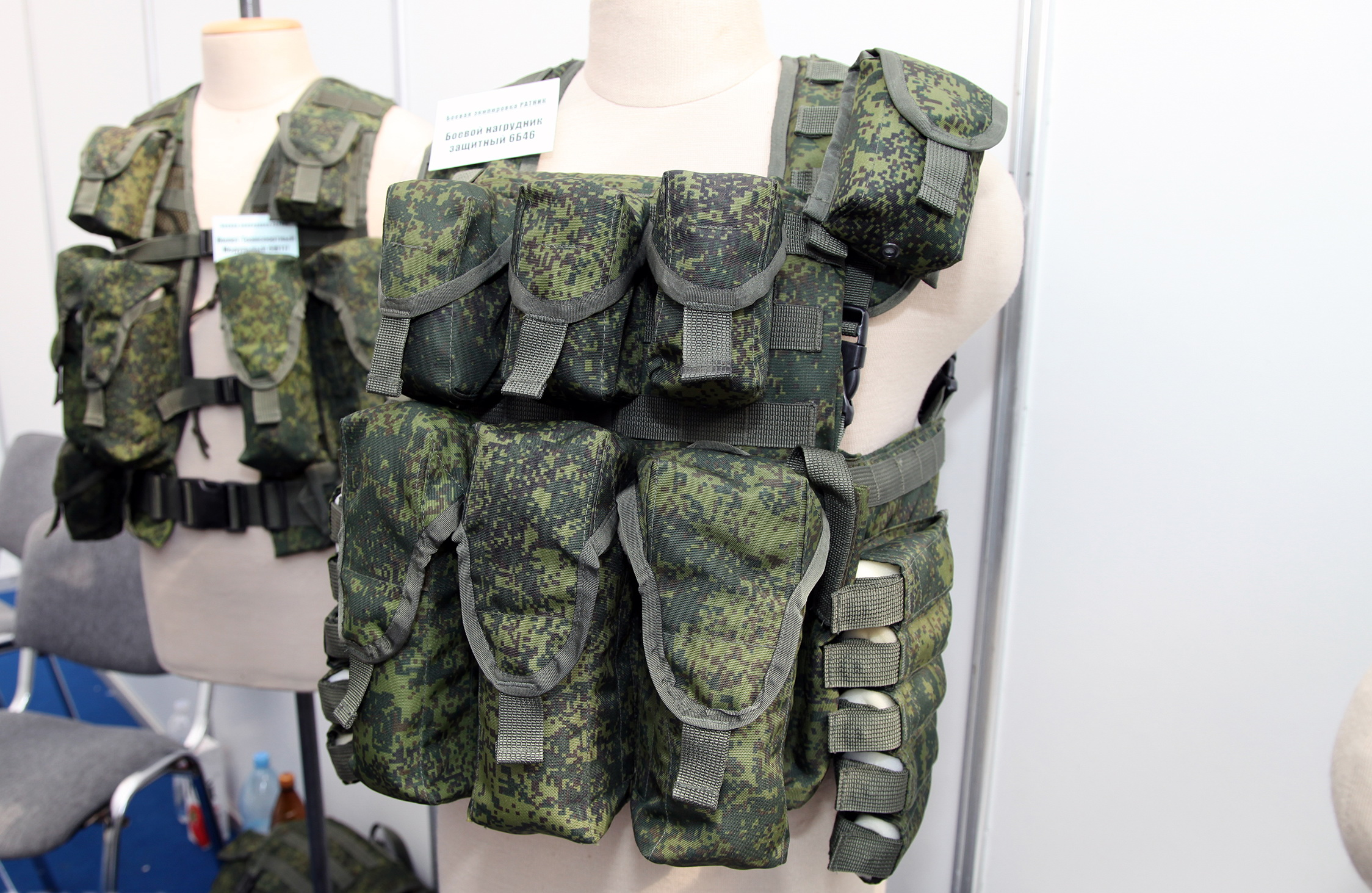
6B46タクティカルベスト
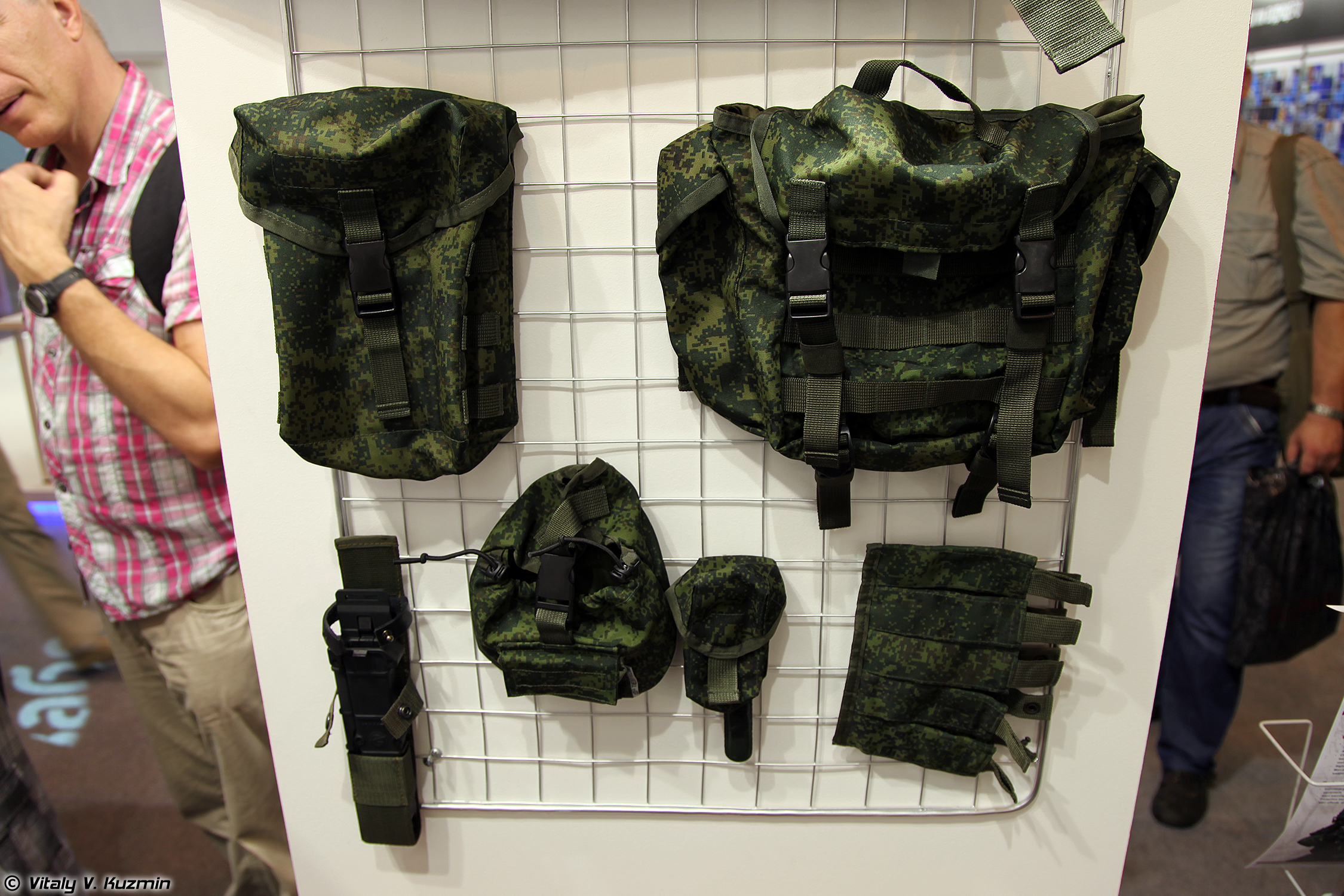
PALSウェビング対応各種ポーチ
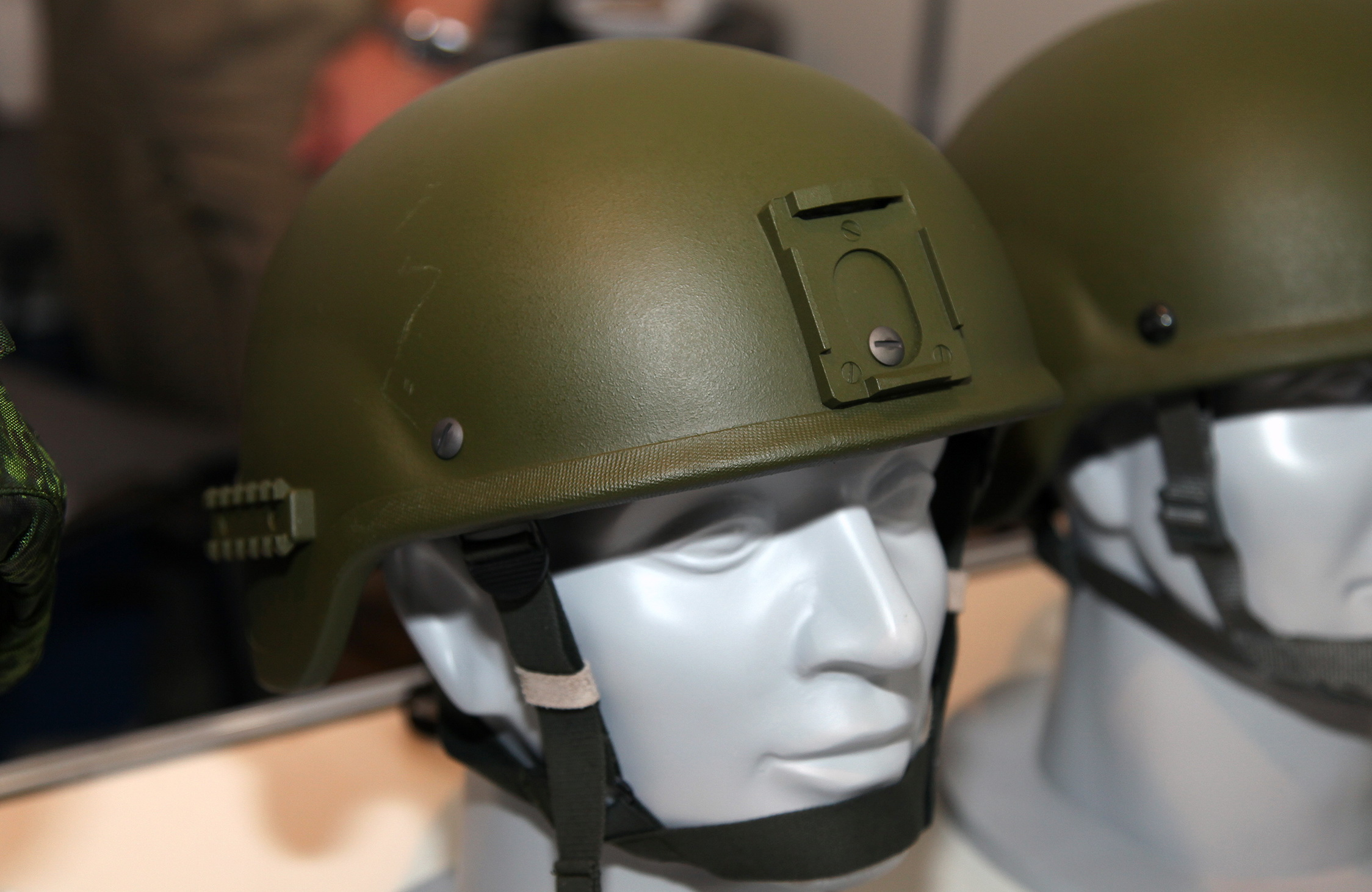
6B47ヘルメット
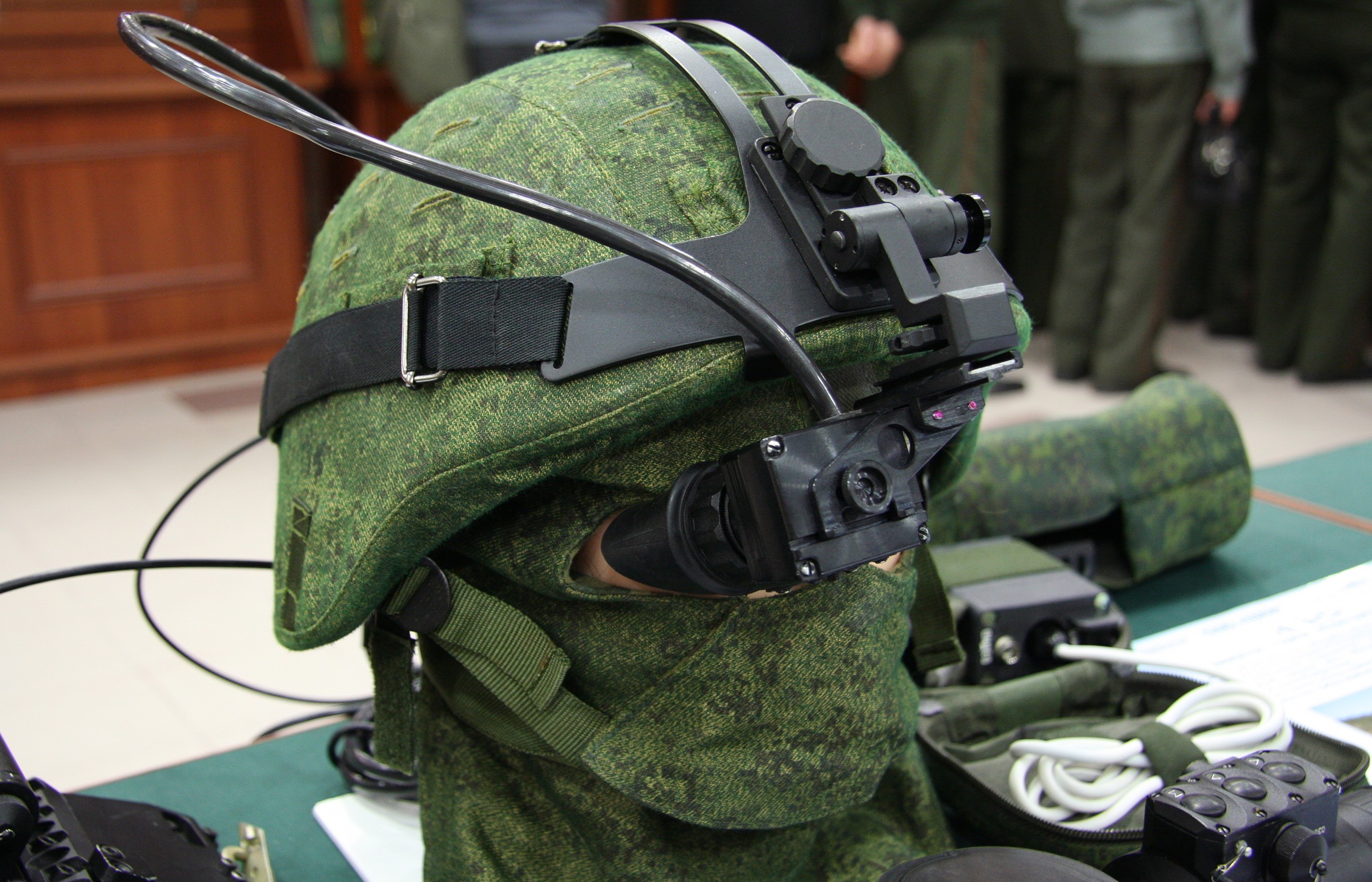
1PN139ナイトビジョン
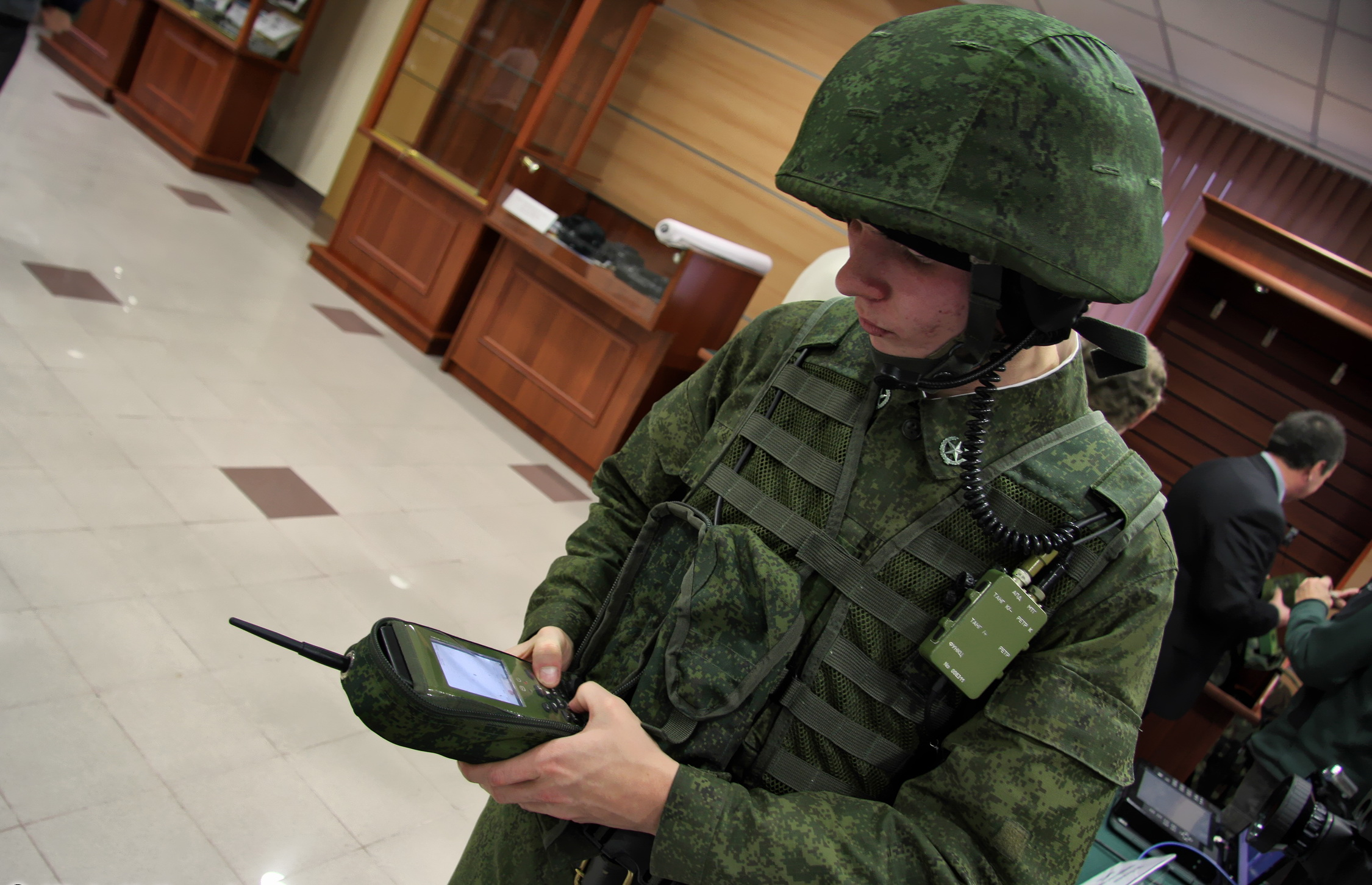
UNKW-03戦闘通信システム
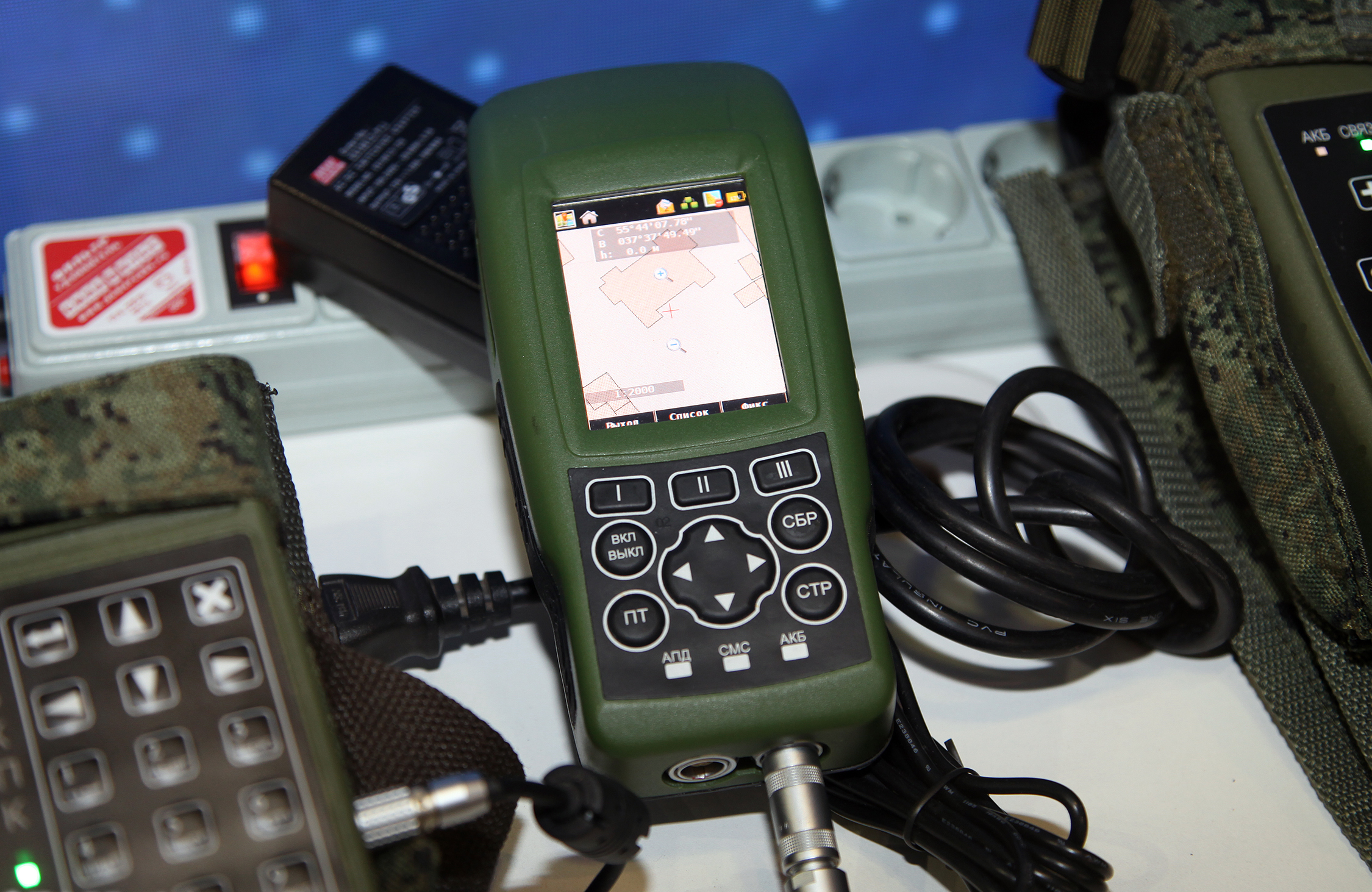
NPI-2個人向けGLONASS端末
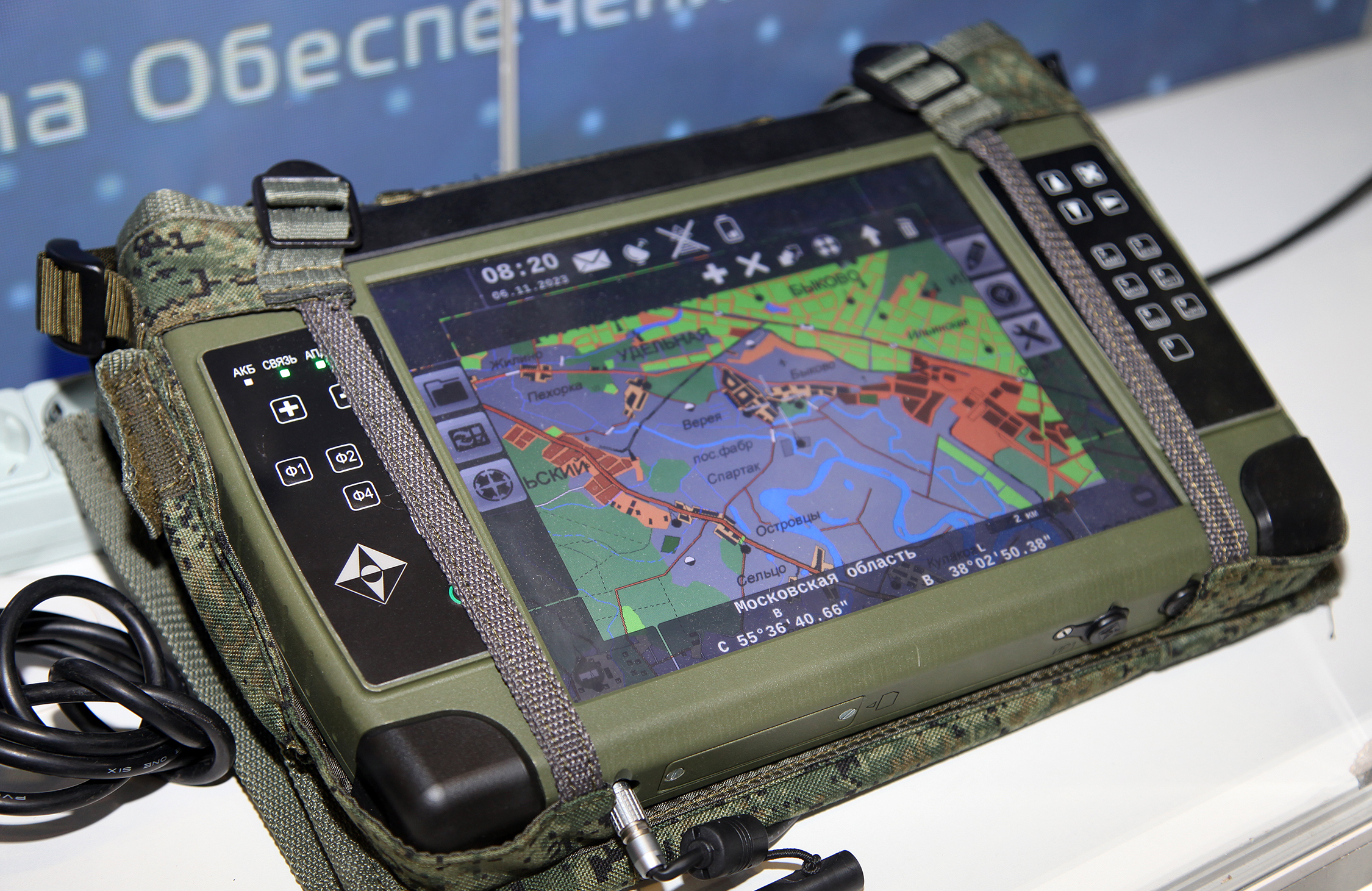
サジタリアス部隊指揮官向け端末
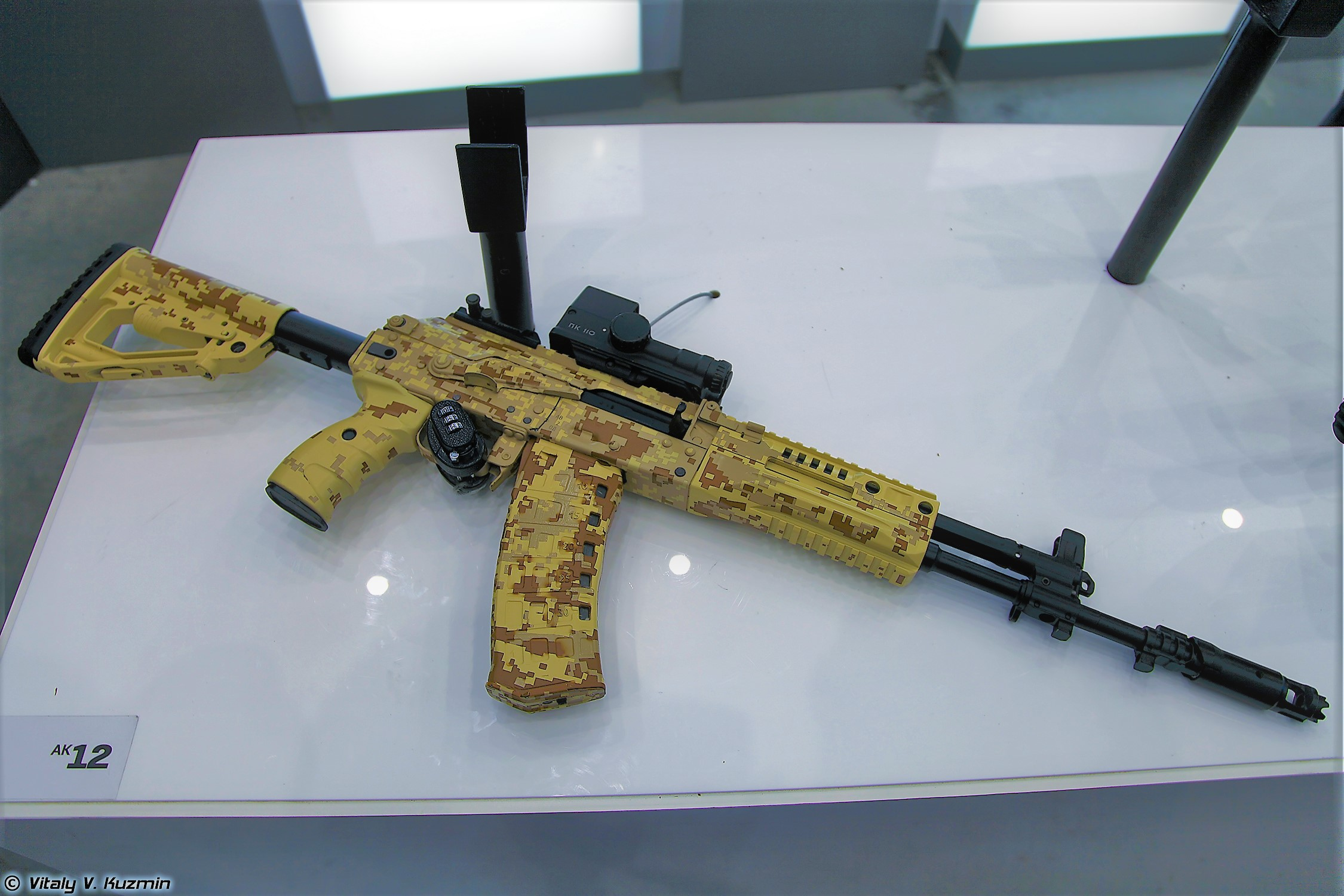
AK-12
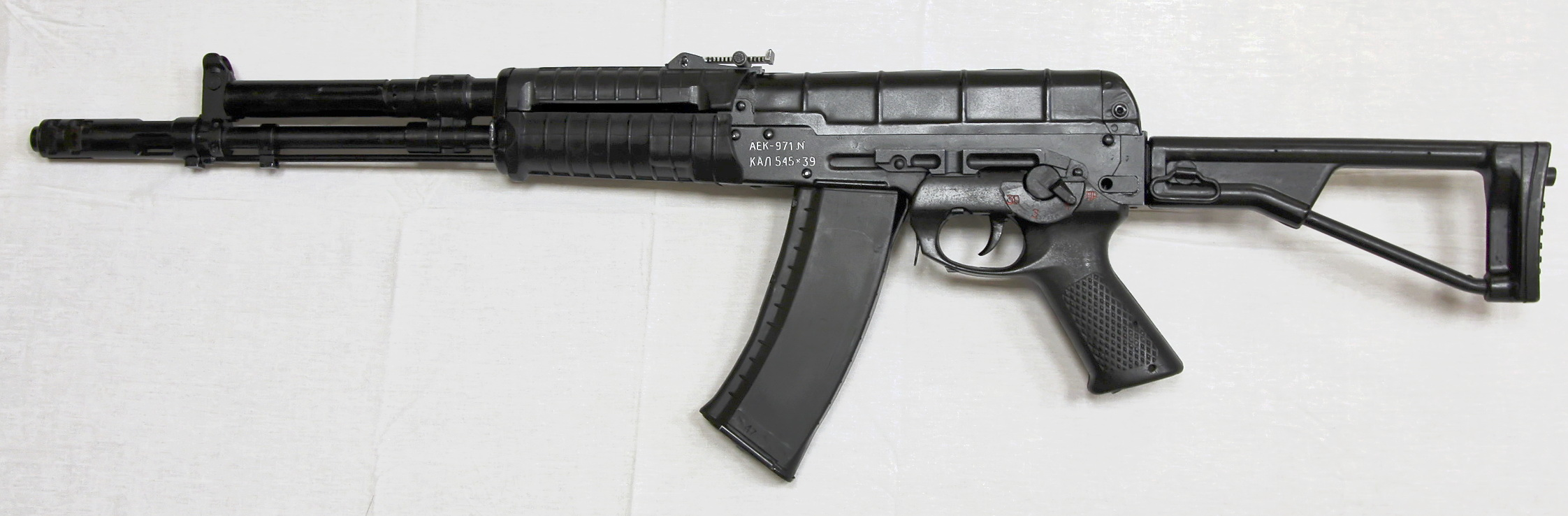
AEK-971
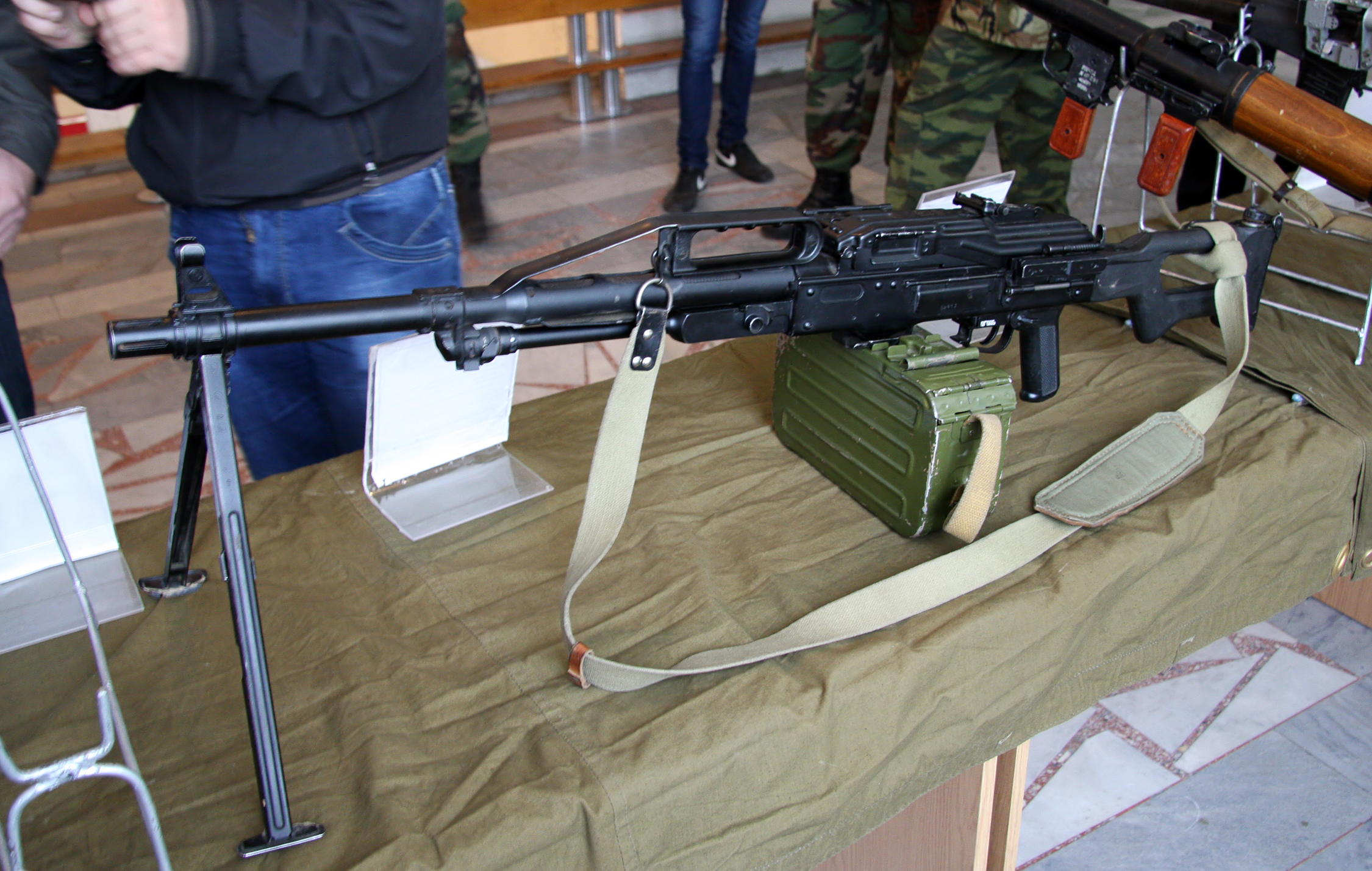
PKPペチェネグ